# Ройтфельд, Жак
Жак Ройтфельд (Я́ков Мо́телевич (Ма́ркович) Ро́йтфельд, фр. Jacques Roitfeld; 19 января 1889, Аккерман, Бессарабская губерния — 1999, Париж) — французский кинопродюсер, основатель кинокомпании Les Productions Jacques Roitfeld.

## Биография
Яков Мотелевич (впоследствии Яков Маркович и Жак) Ройтфельд родился в Аккермане, одним из пятерых детей (четыре брата и сестра) в семье хозяина бакалейной и москательной лавки Мотеля Ициковича Ройтфельда. Получил юридическое образование в Санкт-Петербурге, занимался адвокатской практикой там же, затем в Баку и Одессе, откуда в начале 1920-х годов перебрался в Австрию, в 1925 году в Германию, а после прихода к власти нацистов — в Париж.
Кинематографической деятельностью начал заниматься ещё в Германии, вместе со сценаристом Яковом Компанейцем (1906—1956), с которым он продолжил сотрудничество уже в 1950-е годы во Франции. Был главным администратором в парижском театре «Pigalle». Во время немецкой оккупации в годы Второй мировой войны бежал с семьёй в Жюан-ле-Пен (в департаменте Приморские Альпы), затем укрывался в квартире комиссара полиции в Ницце.
Среди его картин — «Длинные зубы» и «Она и я» с Луи де Фюнесом (1952), «Граф Монте-Кристо» с Жаном Маре (1954), «Пожалуйста, не сейчас» режиссёра Роже Вадима с Брижит Бардо в главной роли (1961), «Асы в небе» с Малькольмом Макдауэллом и Кристофером Пламмером (1976).

## Семья

Жак Ройтфельд с внуками Пьером и Владимиром

- Сыновья — Жорж Ройтфельд (Георгий Яковлевич; 1920, Одесса — 1998, Париж) и Владимир Ройтфельд (Владимир Яковлевич; род. 1923, Вена) — кинопродюсеры в созданной отцом компании Les Productions Jacques Roitfeld.[3][4]
- Дочь — Карин Ройтфельд  (род. 1954) — главный редактор французской версии журнала «Vogue»;[5] её дети — арт-дилер и куратор Владимир Рестуан Ройтфельд (род. 1982) и модель Джулия Рестуан Ройтфельд (род. 1980).[6]
- Внук — Пьер Ройтфельд, телепродюсер.

## Фильмография
- 1976 — «Aces High»
- 1974 — «...la main à couper»
- 1972 — «Si può fare... amigo»
- 1968 — «Straziami, ma di baci saziami»
- 1966 — «Sale temps pour les mouches...» (фр.)
- 1966 — «Missione speciale Lady Chaplin»
- 1965 — «Agente 077 dall'oriente con furore»
- 1964 — «Lucky Jo» (Des frissons partout)
- 1963 — «Laissez tirer les tireurs» (фр.)
- 1961 — «La Bride sur le cou» (Only for Love)
- 1959 — «Des femmes disparaissent» («Charmants garçons»)
- 1957 — «Donnez-moi ma chance»
- 1955 — «Folies-Bergère» («Nana»)
- 1954 — «Le comte de Monte-Cristo»
- 1952 — «Elle et moi»
- 1952 — «Adorables créatures» (фр.)
- 1952 — «Les dents longues»
- 1951 — «Une histoire d'amour» (фр.)
- 1951 — «Knock» (фр.)
- 1950 — «Souvenirs perdus» (английское название — «Lost Souvenirs»)
- 1950 — «Les anciens de Saint-Loup»
- 1949 — «Retour à la vie» (фр.)
- 1949 — «Entre onze heures et minuit» (Between Eleven and Midnight)
- 1948 — «Les amoureux sont seuls au monde» (Monelle)
- 1948 — «Éternel conflit»
- 1947 — «Copie conforme» (фр.)
- 1946 — «Adieu chérie»
- 1946 — «...Un ami viendra ce soir...»
- 1945 — «Adieu chérie» (фр.)